# Jürgen Gerhart Schrader
Jürgen Gerhart Schrader (auch: Jürgen Gerard Schrader und Jürgen Gerhard Schrader; geboren vor 1689; gestorben nach 1725) war ein deutscher Bildhauer. Er schuf insbesondere Grabsteine in der Formensprache der Renaissance.

## Leben und Werk

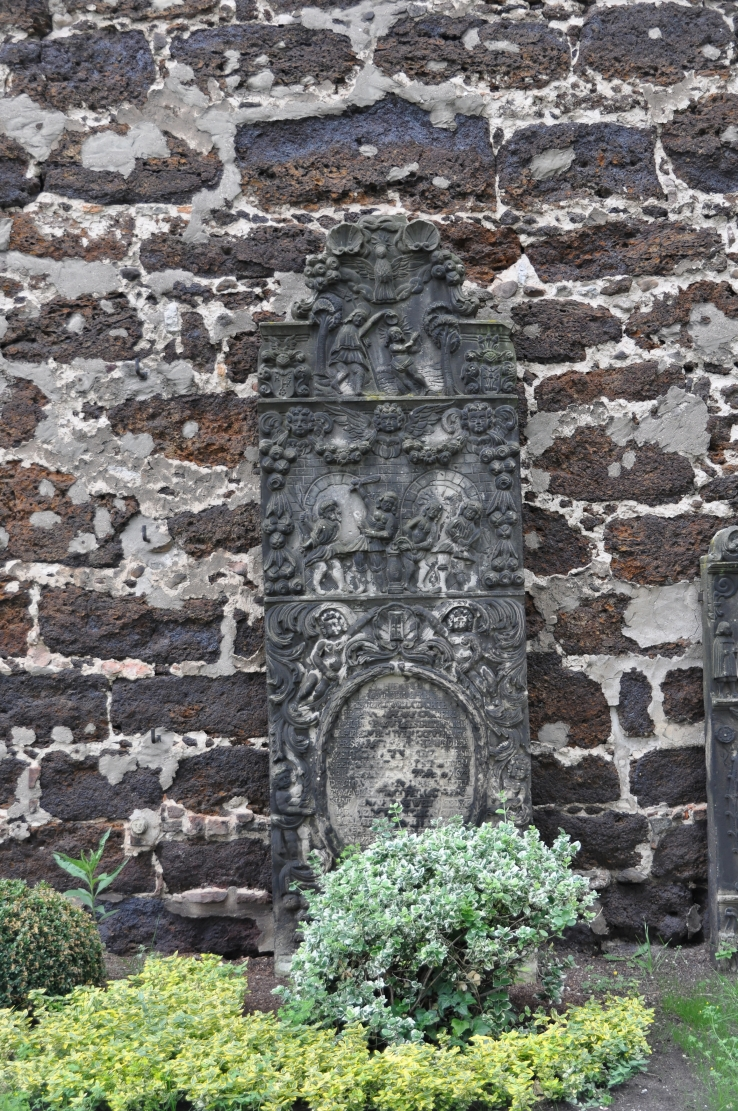
Standmal mit den Wappen des Vogts Hennig Henke und dessen Ehefrau Catherina Küneken am dem im Mittelalter aus Raseneisenstein errichteten Kirchturm der St.-Nicolai-Kirche in Hannover-Bothfeld

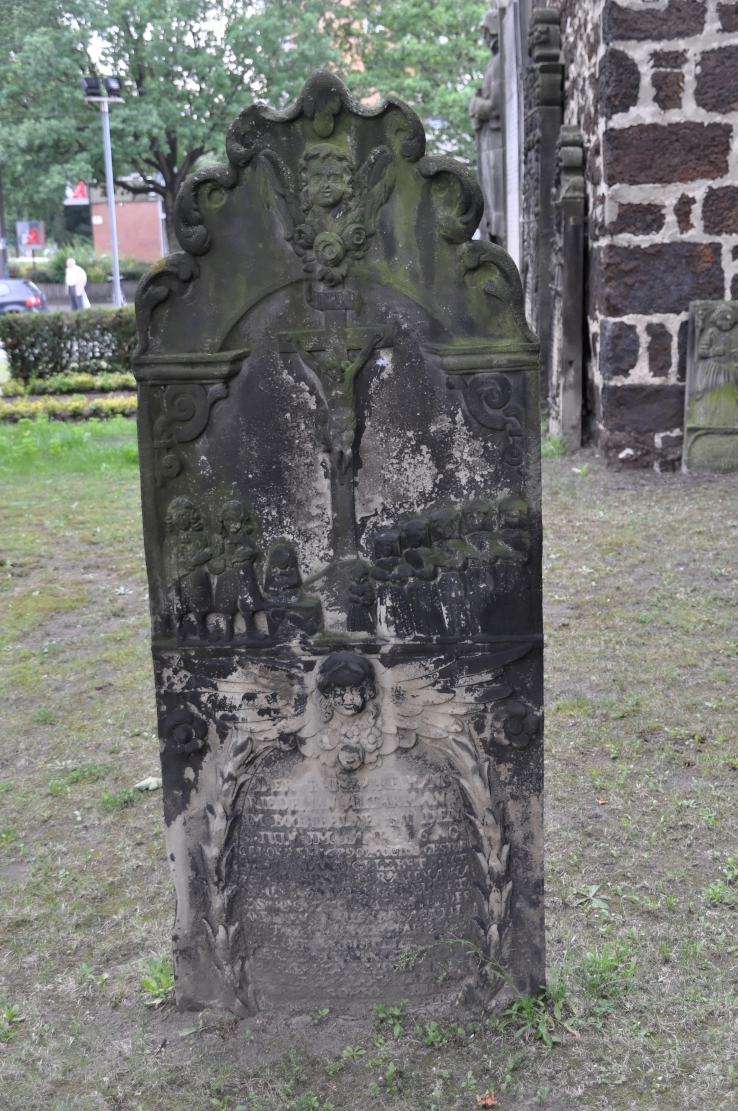
Grabmal für den Altarmann Hans Riedemann († 1689) auf dem Friedhof in Hannover-Bothfeld neben der St.-Nicolai-Kirche

Von Schrader ist eine Wirksamkeit als Bildhauer im Zeitraum von 1689 bis 1725 durch mindestens acht Grabsteine bekannt, die zumindest in der ersten Hälfte des 20. Jahrhunderts noch erhalten waren und teilweise seinen Namen oder seine Künstlersignatur beziehungsweise sein Monogramm aus den drei Buchstaben J.G.S. tragen.
Schraders ausgesprochen eigenartiger Stil wirkt in seinen in Stein gehauenen Figuren mitunter unbeholfen und wild. Der Prähistoriker und Museumsdirektor Carl Schuchhardt bezeichnete in seiner Darlegung über die hannoverschen Bildhauer der Renaissance insbesondere die Figuren eines ansonsten reich geschmückten und denkmalgeschützten Kulturgutes, dem Standmal des Kurfürstlich Braunschweig-Lüneburgischen Voigts Hennig Henke und dessen Ehefrau Catherina Küneken, als „höchst unerfreulich.“
Schrader zeigt in seinen Werken eine Anlehnung an einen noch nicht näher identifizierten Künstler mit der Signatur „H. L.“, bei dem er möglicherweise als Schüler wirkte. Einzelheiten erinnern in ihren Details an den Bildhauer Hans Jacob Uhle, etwa die dicken Frucht- und Blumengewinde oder die ähnlich wie bei Uhle zu findenden Muscheln, die Schrader als ständiges Requisit für seine Grabdenkmäler nutzte und die er zumeist mit einem Schädel oder einem Stundenglas versah.
Jürgen Gerhart Schrader wurde als „guter Ornamentiker“ bezeichnet, der seinen Standmalen eine „gute Gliederung des Ganzen“ verlieh und insbesondere in der kraftvollen Ausgestaltung des Akanthuswerkes einzig in Hannover darstand.

## Bekannte Werke
Standmale
- auf dem Kirchfriedhof in Bothfeld für
  - den Knaben Curd Schele; gestorben 1684; Rückseite mit einer Inschrift für den Zwillingssohn von Hans Schele d. J., Curd Schelen (1674–1684)[1]
  - den 1689 gestorbenen Altarmann Hans Riedeman (1610–1689); Darstellung der Familie[1]
  - den 1709 gestorbenen Hans Reiniken mit einem Familienbild[1]
  - den 1710 verstorbenen Henrich Diederichs, mit der Darstellung der gesamten Familie[1]
  - den 1725 gestorbenen Kurfürstlich Braunschweig-Lüneburgischen Voigt Hennig Henke (1669–1725) und dessen Ehefrau Catherina Küneken (1674–1713); neben der Darstellung der Taufe Christis und dessen Geißelung im Hauptbild finden sich auch die Wappen des Ehepaares[1]
- auf dem Neustädter Friedhof in Hannover, Lange Laube[1] (auch Andreasfriedhof genannt)[4]
  - für Johan von Haaren, „ANNO / 1701“, Höhe: 3 Meter[1]
  - für den 1725 gestorbenen Bäckermeister in der Calenberger Neustadt, Heinrich Ties.[1]
  - Auf dem „Kirchhof Langelaube“ fand sich zudem ein 1700 datiertes, 3 Meter hohes und im 19. Jahrhundert durch die Familie Uhden wiederbenutzes Standmal.[1]